# Raphy Manjaly
Raphy Manjaly (ur. 7 lutego 1958 w Vendere) – indyjski duchowny rzymskokatolicki, w latach 2013–2020 biskup Allahabad, arcybiskup metropolita Agry (od 2021).

## Życiorys
Święcenia kapłańskie przyjął 11 maja 1983. Początkowo inkardynowany do syromalabarskiej eparchii Trichur, pracował w placówce misyjnej w Etawah. W 1984 uzyskał inkardynację do łacińskiej archidiecezji Agra i został rektorem seminarium duchownego. W latach 1990–1996 studiował w Rzymie, zaś po powrocie do kraju został dyrektorem liceum w Mathura. W 1997 został wykładowcą seminarium w Allahabadzie, zaś rok później objął stanowisko jego rektora. Po zwolnieniu go z tej funkcji w 2005 został mianowany proboszczem parafii archikatedralnej.
24 lutego 2007 został prekonizowany biskupem Waranasi. Sakry biskupiej udzielił mu 30 kwietnia 2007 abp Pedro López Quintana.
17 października 2013 otrzymał nominację na biskupa Allahabadu. 12 listopada 2020 papież Franciszek przeniósł go na urząd arcybiskupa metropolity Agry.